# Marie des Baux-Orange
Pour les articles homonymes, voir Marie des Baux.
Marie de Baux (ou Marie d'Orange) (?-1417) est une princesse d'Orange issue de la maison de Chalon-Arlay.

## Biographie
Marie est la fille unique héritière du prince d'Orange Raimond V des Baux-Orange et de Jeanne de Genève. 
Elle épouse le 11 avril 1386 le seigneur d'Arlay Jean III de Chalon-Arlay, fils de Louis seigneur d'Argueil et de Marguerite de Vienne, avec qui elle a un fils, Louis II de Chalon-Arlay (dit Louis II le Bon) (1390-1463).
Elle meurt le 14 octobre 1417 à Orange et son mari en 1418. Leur fils Louis II de Chalon-Arlay leur succède au titre de prince d'Orange.